# Heliocarpus palmeri
Heliocarpus palmeri är en malvaväxtart som beskrevs av S. Wats.. Heliocarpus palmeri ingår i släktet Heliocarpus och familjen malvaväxter. Inga underarter finns listade i Catalogue of Life.